# Paris au mois d'août (roman)
Pour les articles homonymes, voir Paris au mois d'août.
Paris au mois d'août est un roman de René Fallet paru en 1964 aux éditions Denoël et ayant reçu le prix Interallié la même année.

## Résumé
Henri Plantin est un homme ordinaire d'une quarantaine d'années vivant avec sa femme et ses enfants à Paris. Lorsque sa famille part en vacances à la plage sans lui, il fait la connaissance de Patricia, une jeune Anglaise qui se dit mannequin et qui va bouleverser la platitude de sa vie.

## Éditions
- Paris au mois d'août, éditions Denoël, 1964.
- Paris au mois d'août, Cercle du Bibliophile, 1966
- Paris au mois d'août, collection Folio no 596, 1974

## Adaptation
Une adaptation cinématographique du roman réalisée par Pierre Granier-Deferre, avec Charles Aznavour, est sortie en salles en 1966.